# Folkviljan i Vänersborg
Folkviljan var ett lokalt politiskt parti i Vänersborgs kommun. 

## Historik
En av de drivande personerna bakom partiet var f.d. centerpartisten Rune Lanestrand. Folkviljan satt i Vänersborgs kommunfullmäktige valet 1991–2010, med valet 1998 som största framgång. En av de första större frågorna som man vid bildandet hade på sitt program var att förhindra byggandet av en ny storflygplats för Trestadsområdet i Skogaryd.
Då partiet menade att man inte kunde hitta tillräckligt med kandidater till partiets valsedel valde man att inte ställa upp i valet 2010.

## Valresultat
| År   | Röster | %     | Mandat   |
| ---- | ------ | ----- | -------- |
| 1991 | –      | –     | 4 av 51  |
| 1994 | –      | –     | 9 av 51  |
| 1998 | 4 694  | 21,26 | 12 av 51 |
| 2002 | 2 249  | 10,27 | 5 av 51  |
| 2006 | 872    | 3,86  | 2 av 51  |